# سامبا ندياي
سامبا ندياي (بالفرنسية: Samba N'Diaye)‏ (ولد في 30 نوفمبر 1972 في داكار، السنغال) هو لاعب كرة قدم فرنسي سنغالي سابق محترف لعب كمهاجم.